# Ángel González-Adrio
Ángel González-Adrio   (Pontevedra, 10 de febrer de 1931) va ser un jugador de bàsquet de la dècada de 1950.
Gallec de naixement, de petit va marxar a l'Argentina amb la seva família. Més tard es traslladà a Barcelona. Va ser jugador al RCD Espanyol i al Picadero JC. Amb gairebé un metre noranta d'alçada, xifra molt elevada per l'època, tenia un brillant futur en el mon del bàsquet, però les lesions li van impedir rendir al seu millor nivell.
Va jugar sis partits amb la selecció espanyola de bàsquet, tots els a Buenos Aires durant la celebració del Campionat del Món de bàsquet de 1950.
El seu nebot Rafael González-Adrio també fou un destacat jugador de bàsquet.